# Confusion Is Sex
Confusion Is Sex je první studiové dlouhohrající album americké rockové kapely Sonic Youth. Poprvé bylo vydáno v roce 1983. V roce 1995 bylo albu vydáno znovu pod vydavatelstvím Geffen. Obal desky tvoří skica Thurstona Moorea, kterou nakreslila Kim Gordon.

## Seznam skladeb
Autorem všech písní je Sonic Youth, pokud není uvedeno jinak.
1. "(She's in a) Bad Mood" – 5:36
2. "Protect Me You" – 5:28
3. "Freezer Burn/I Wanna Be Your Dog" (The Stooges) – 3:39
4. "Shaking Hell" – 4:06
5. "Inhuman" – 4:06
6. "The World Looks Red" (slova Michael Gira) – 2:43
7. "Confusion Is Next" – 3:28
8. "Making the Nature Scene" – 3:01
9. "Lee Is Free" – 3:37